# Praia da Vitória
La Praia da Vitória es una ciudad portuguesa en la Isla Terceira, Región Autónoma de Azores, con cerca de 6200 habitantes.
Es sede de un municipio con 162,29 km² de área y 20 252 habitantes (2001), subdividido en 11 freguesias. El municipio limita al sur y oeste con el municipio de Angra do Heroísmo poseyendo costa en el norte y este con el océano Atlántico.
El concejo fue creado en 1480. Fue elevado a la categoría de ciudad el 20 de junio de 1981, y se llamó Vila da Praia da Vitória hasta 1983.

## Población
| Población del municipio de Praia da Vitória (1849 – 2004) | Población del municipio de Praia da Vitória (1849 – 2004) | Población del municipio de Praia da Vitória (1849 – 2004) | Población del municipio de Praia da Vitória (1849 – 2004) | Población del municipio de Praia da Vitória (1849 – 2004) | Población del municipio de Praia da Vitória (1849 – 2004) | Población del municipio de Praia da Vitória (1849 – 2004) | Población del municipio de Praia da Vitória (1849 – 2004) |
| --------------------------------------------------------- | --------------------------------------------------------- | --------------------------------------------------------- | --------------------------------------------------------- | --------------------------------------------------------- | --------------------------------------------------------- | --------------------------------------------------------- | --------------------------------------------------------- |
| 1849                                                      | 1900                                                      | 1930                                                      | 1960                                                      | 1981                                                      | 1991                                                      | 2001                                                      | 2004                                                      |
| 15394                                                     | 15516                                                     | 15888                                                     | 28236                                                     | 20762                                                     | 20436                                                     | 20252                                                     | 20342                                                     |

## Geografía
Las freguesias de Praia da Vitória son las siguientes:
- Agualva
- Biscoitos
- Cabo da Praia
- Fonte do Bastardo
- Fontinhas
- Lajes
- Porto Martins
- Santa Cruz
- Quatro Ribeiras
- São Brás
- Vila Nova

Puerto.
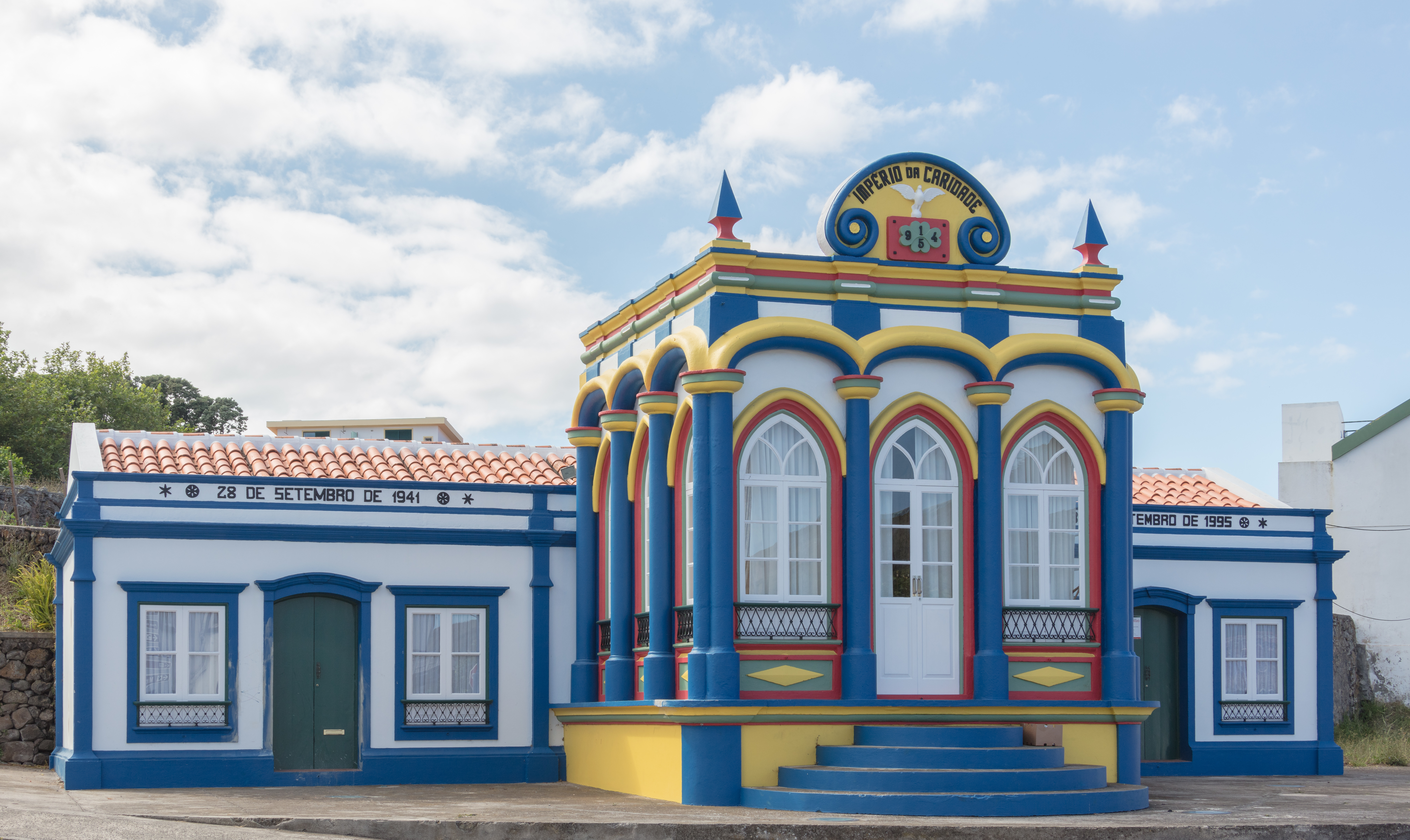
Império Do Divino Espírito Santo da Caridade.
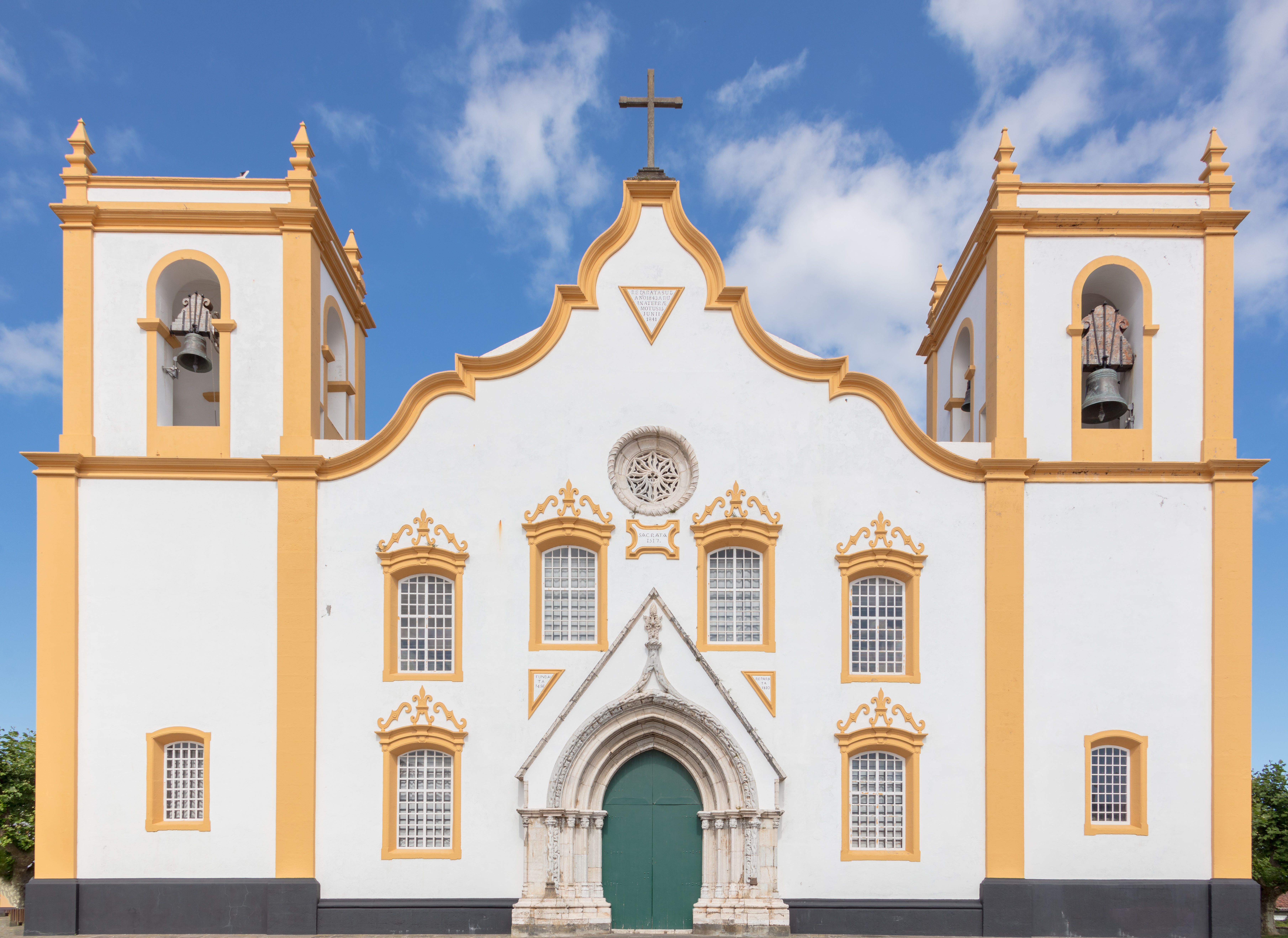
Iglesia de Santa Cruz.
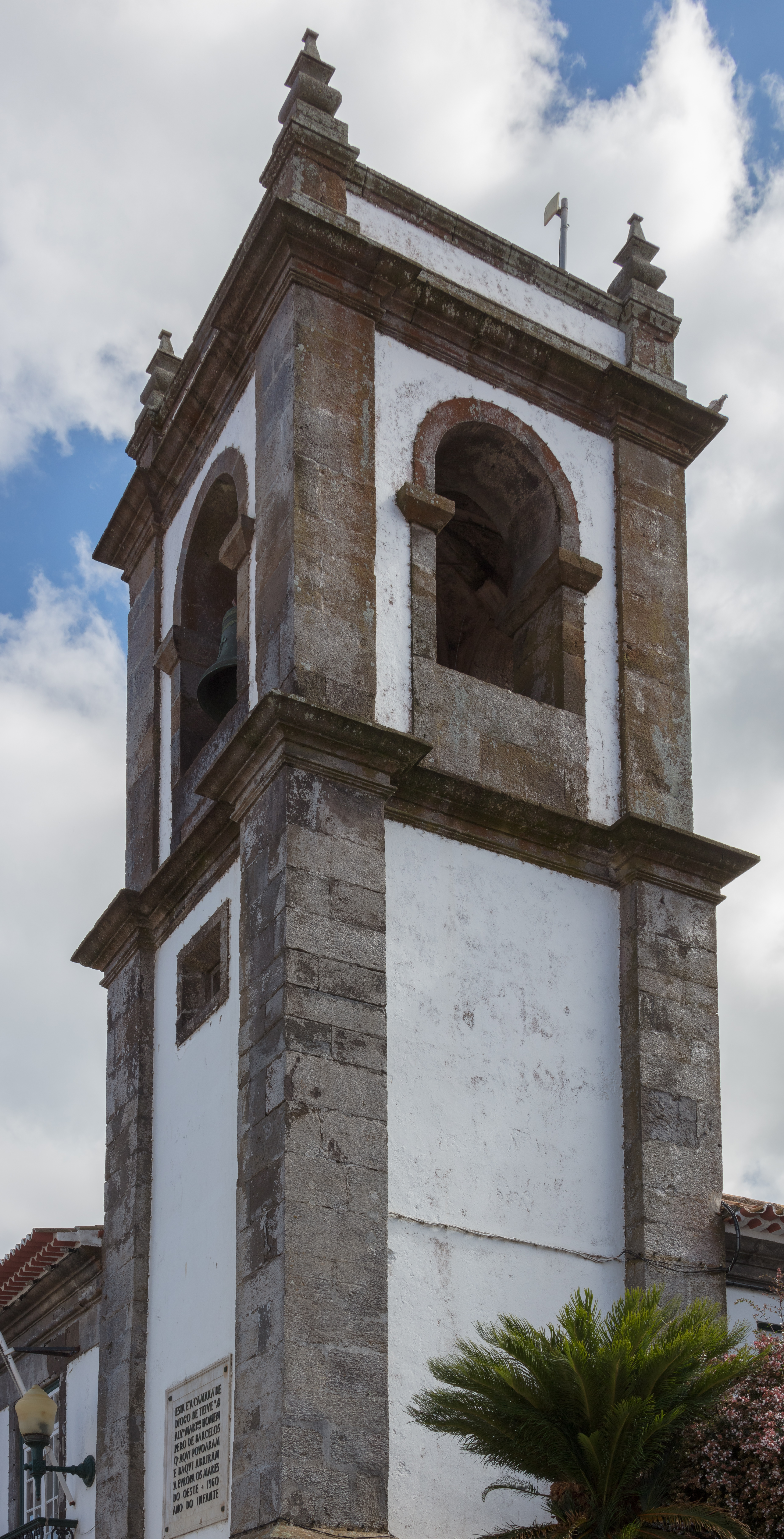
Torre del ayuntamiento.
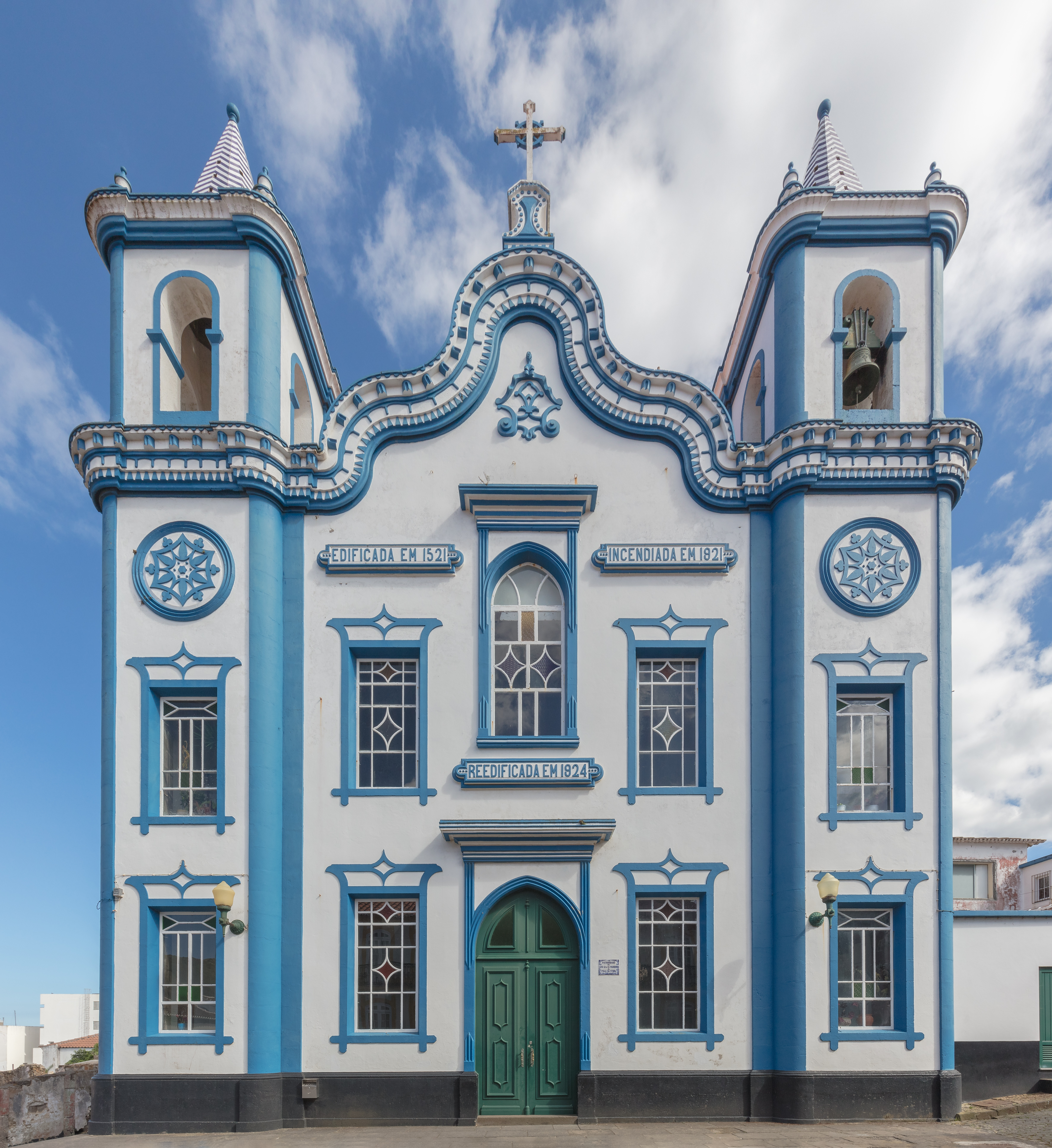
Iglesia del Santo Cristo.